# Scincella ouboteri
Scincella ouboteri — вид сцинкоподібних ящірок родини сцинкових (Scincidae). Описаний у 2024 році.

## Назва
Вид названо на честь доктора Пола Е. Овботера з Інституту неотропічних досліджень дикої природи та навколишнього середовища (Суринам), який зробив перший комплексний таксономічний перегляд роду Scincella в Азії.

## Поширення
Ендемік В'єтнаму. Виявлений у карстовому лісі біля села Чо (20°25.457' пн. ш., 105°19.096' сх. д., на висоті 409 м над рівнем моря) у громаді Тудо, в межах природного заповідника Нгок Сон Нго Луонг, район Лаксон, провінція Хоабінь на півночі В'єтнаму.

## Опис
Характеризується поєднанням таких ознак: розмір середній (SVL до 58,6 мм); первинні скроневі 2; наявність зовнішнього вушного отвору з 3 або 4 часточками на передньому краї; лореальні 2; надгубні 7; підгубні 6 або 7; комірки по 2–4 пари; луска середньої частини тіла в 30–32 ряди; спинна луска гладка, в 6 рядів поперек спини; паравертебральні луски 65–73, не розширені; черевна луска в 65–71 рядах; 10–12 гладких пластинок під IV пальцем і 18–20 під IV пальцем ноги; пальці ніг перекривають пальці, коли кінцівки притиснуті вздовж тіла; спинна поверхня тіла і хвоста бронзово-коричнева з чорною хребцевою смугою, шириною двох спинних лусок, двома яскравими спинно-латеральними смугами, що тягнуться від голови до середини хвоста, темною смугою, що йде від ніздрів до ока і тягнеться від заднього краю око вздовж верхньої частини бока і хвоста.